# Echoes In Rain
«Echoes In Rain» —en español «Ecos en la lluvia»— es el primer sencillo de la cantante y compositora irlandesa Enya extraído de su octavo álbum de estudio Dark Sky Island. El single fue publicado el 8 de octubre de 2015 en formato digital.

## Antecedentes
La canción proviene de su octavo álbum titulado Dark Sky Island estrenado el 20 de noviembre de 2015 a nivel mundial.
La primera aparición de este tema fue en un corto video promocional de tan solo 15 segundos, publicado seis días antes del sencillo en la cuenta oficial de Enya en YouTube. El clip solo mostraba un cielo nocturno estrellado, una silueta a contra luz de un árbol y nubes al pasar, luego aparece difuminado el logo actual de Enya, terminándose así el clip.
El 6 de octubre se anuncia que el tema será transmitido en forma exclusiva por la emisora radial londinense BBC Radio 2 el 8 de octubre a las 11:30 A.M. (hora de Londres). Horas más tarde se publicó el videoclip oficial del tema, sin embargo este es el primer video oficial en el que no aparece la artista sino la letra de la canción.

## Lista de temas

### Edición Digital
| Echoes In The Rain |                  |          |  |
| N.º                | Título           | Duración |  |
| 1.                 | «Echoes In Rain» | 3:35     |  |
| 3:35               |                  |          |  |

### Edición en CD
| Echoes In The Rain |                                  |          |  |
| N.º                | Título                           | Duración |  |
| 1.                 | «Echoes In Rain (Álbum Versión)» | 3:35     |  |
| 2.                 | «Echoes In Rain (Radio Edit)»    | 2:58     |  |
| 6:33               |                                  |          |  |

## Letra
Wait for the sun 

watching the sky 

Black as a crow 

night passes by 

Taking the stars 

so far away 

Everything flows 

Here comes another new day! 

Into the wind 

I throw the night 

Silver and gold 

turning into light 

I'm on the road 

"'I know the way 

Everything flows 

Here comes another new day 

Alleluia 

Alle-Alle Alleluia 

Alleluia 

Alleluia 

Echoes in rain 

drifting in waves 

Long journey home 

never too late 

Black as a crow 

night comes again 

Everything flows 

Here comes another new day! 

Alleluia 

Alle-Alle Alleluia 

Alleluia 

Alleluia 

Alleluia 

Alle-Alle Alleluia 

Alleluia 

Alleluia 